# Глюзінг
Глюзінг (нім. Glüsing) — громада в Німеччині, розташована в землі Шлезвіг-Гольштейн. Входить до складу району Дітмаршен. Складова частина об'єднання громад КЛГ-Айдер.
Площа — 4,69 км2. Населення становить 114 ос. (станом на 31 грудня 2020).